# Кератит
Керат́ит — запалення рогівки ока, яке проявляється переважно її помутнінням, виразкою, болем і почервонінням ока. За статистикою, помутніння рогівки є 5 за поширеністю причиною часткового погіршення зору та сліпоти у світі, уражаючи близько 6 млн людей.
Може мати травматичне або інфекційне (герпес простий, аденовірусна інфекція, туберкульоз тощо) походження.
Характерний рогівковий синдром: виражена світлобоязнь, сльозотеча, спазм повік (блефароспазм), біль різної інтенсивності, почервоніння ока навколо рогівки. На рогівці можуть бути інфільтрат, ерозія або виразки, які краще видно при закапуванні 0,5 % флююресцеїну (фарбує інфільтрат та виразки у жовто-зелений відтінок).
Класифікація кератитів:
- Екзогенні кератити:

- Ерозія рогівки.
- Травматичні кератити, обумовлені механічною, фізичною, чи хімічною травмою.
- Інфекційні кератити бактеріального походження
- Кератити, які спричинюють захворювання кон'юнктиви, повік.
- Грибкові кератити / кератомікози.

- Ендогенні кератити:

- 1. Інфекційні кератити

- туберкульозні, гематогенні та алергічні.
- сифілітичний.
- герпетологічний.

- 2. Нейропаралітичні кератити.
- 3. Авітамінозні кератити.

- Кератити невизначеної етіології.

## Лікування кератитів
Лікуються кератити за допомогою специфічних для кожної конкретної інфекційної причини антибіотиків, противірусних та протизапальних препаратів. Лікування зазвичай довге та не завжди призводить до повного одужання. Після тяжких кератитів назавжди залишається помутніння рогівки — більмо, яке суттєво понижує зір і погіршує косметичний вигляд людини.
Чимало кератитів мають рецидивний характер і кожна наступна атака запалення спричинює все більші зміни в рогівці. Найбільш тяжко піддаються лікуванню герпетичні, протозойні та грибкові кератити. Іноді консервативна медикаментозна терапія не дає ефекту.
Одним з нових методів лікування тяжких запальних захворювань рогівки є крос-лінкінг рогівки.[джерело?] Суть методу полягає в тому, що з використанням спеціального приладу (лампи Зайлера) проводять повну стерилізацію рогівки (тобто знищують збудники в товщі рогівки) за допомогою спеціально сфокусованого гомогенізованого монохромного ультрафіолетового випромінення. Водночас знімається набряк рогівки, який спричинює запальний процес. Достатньо однієї процедури, щоб зупинити запальний процес і ліквідувати інфекцію. Після проведення процедури минає біль, заспокоюється око, рогівка стає прозорою.[джерело?]